# كوزيمو بامبي
كوزيمو بامبي هو فيزيائي إيطالي، ولد في 1980 في فلورنسا في إيطاليا.